# Affligem
Affligem és un municipi belga de la província de Brabant Flamenc a la regió de Flandes. Està compost per les seccions de Affligem, Essene, Hekelgem i Teralfene.

## Evolució demogràfica
Font: INS

## Agermanament
- Valea Chioarului